# Inženjer strojarstva
Inženjer strojarstva zanimanje je na području Republike Hrvatske, osobe s višom stručnom spremom (VŠS) sa završenom višom strojarskom školom (5 semestara). 
Naslov: Marko Marković, ing. stroj.
Inženjer strojarstva upoznat je sa strojarskom proizvodnom opremom, može vršiti razradu konstrukcijske i proizvodne dokumentacije, proizvodnog procesa, te, unutar pogona, nadgledati proizvodnju, voditi proizvodnju i pogon, te biti odgovoran za povjerene mu radnike i proizvodnju.